# Izmir Cup
L'İzmir Cup, nota anche come Türk Telecom İzmir Cup per motivi di sponsorizzazione, è stata un torneo professionistico di tennis giocato sul cemento, che faceva parte dell'ATP Challenger Tour. Si giocava annualmente all'UTEM Tennis Club di Smirne in Turchia dal 2008 al 2017.

## Albo d'oro

### Singolare
| Anno | Campione         | Finalista       | Punteggio           |
| ---- | ---------------- | --------------- | ------------------- |
| 2017 | Illja Marčenko   | Stéphane Robert | 7–6(2), 6–0         |
| 2016 | Marsel İlhan     | Cem İlkel       | 6–2, 6–4            |
| 2015 | Lukáš Lacko (2)  | Marius Copil    | 6–3, 7–6(5)         |
| 2014 | Borna Ćorić      | Malek Jaziri    | 6–1, 6(7)–7, 6–4    |
| 2013 | Michail Kukuškin | Louk Sorensen   | 6–1, 6–4            |
| 2012 | Dmitrij Tursunov | Illja Marčenko  | 7–6(4), 6(5)–7, 6–3 |
| 2011 | Lukáš Lacko (1)  | Marsel İlhan    | 6–4, 6–3            |
| 2010 | Somdev Devvarman | Marsel İlhan    | 6–4, 6–3            |
| 2009 | Andrea Stoppini  | Marsel İlhan    | 7–6(5), 6–2         |
| 2008 | Gilles Müller    | Kristian Pless  | 7–5, 6–3            |

### Doppio
| Anno | Campioni                         | Finalisti                          | Punteggio                 |
| ---- | -------------------------------- | ---------------------------------- | ------------------------- |
| 2017 | Scott Clayton Jonny O'Mara       | Denys Molčanov Serhij Stachovs'kyj | Walkover                  |
| 2016 | Marco Chiudinelli Marius Copil   | Sadio Doumbia Calvin Hemery        | 6–4, 6–4                  |
| 2015 | Saketh Myneni Divij Sharan       | Malek Jaziri Denys Molčanov        | 7–6(5), 4–6, 0–0 ritirati |
| 2014 | Ken Skupski Neal Skupski         | Malek Jaziri Alexander Kudryavtsev | 6–1, 6–4                  |
| 2013 | Austin Krajicek Tennys Sandgren  | Brydan Klein Dane Propoggia        | 7–6(4), 6–4               |
| 2012 | David Rice Sean Thornley         | Brydan Klein Dane Propoggia        | 7–6(8), 6–2               |
| 2011 | Travis Rettenmaier Simon Stadler | Flavio Cipolla Thomas Fabbiano     | 6–0, 6–2                  |
| 2010 | Rameez Junaid Frank Moser        | Jamie Delgado Jonathan Marray      | 6–2, 6–4                  |
| 2009 | Jonathan Erlich Harel Levy       | Prakash Amritraj Rajeev Ram        | 6–3, 6–3                  |
| 2008 | Jesse Levine Kei Nishikori       | Nathan Thompson Danai Udomchoke    | 6–1, 7–5                  |